# Christiaensen (winkel)
Christiaensen was een Belgische speelgoedwinkelketen. De keten had meer dan 30 vestigingen door heel het land. Het logo van de keten bestond uit een gestileerde toekan in de kleuren blauw, rood en groen.
Het bedrijf werd gesticht in 1917. In 1982 werd de keten deel van de GIB Group. In 1998 nam de Limburgse ondernemer Marc Collet Christiaensen over. Hij hield negen winkels zelf onder zijn hoede, 25 andere werden uitgebaat door franchisenemers.
In 2004 nam de Nederlandse onderneming Blokker, die reeds de ketens Bart Smit en Maxi Toys controleerde, de naam Christiaensen over en verstevigde zo zijn greep op de Belgische speelgoedmarkt. De franchisewinkels bleven onder licentie onafhankelijk uitgebaat. Later op het jaar kregen de eerste verkooppunten en een van de onafhankelijke winkels de handelsnaam 'Bart Smit'. In maart 2005 ten slotte verdwenen de 24 andere Christiaensens. Zeventien winkels gingen verder als Intertoys, drie gingen naar concurrent Top 1 Toys, één winkel ging onder eigen naam verder en de andere staakten de activiteiten.